# Sergio Cariello
Sergio Cariello   (Recife, 23 d'abril de 1964) és un dibuixant de còmics brasiler-estatunidenc. Ha treballat per a moltes de les principals editorials de còmics a través de la seva carrera, incloent Marvel Comics i DC Comics, així com empreses independents populars com CrossGen Comics i Dynamite Entertainment.

## Biografia
Als cinc anys, sabia que volia ser dibuixant d'historietes. Dels 11 als 14 anys va crear Frederico, o Detetive, una tira còmica setmanal per a un diari local, sent-ne l'escriptor i dibuixant. Pel mateix diari va fer caricatures polítiques. Als anys vuitanta, assisteix a l'Escola de dibuix i arts gràfiques Joe Kubert. Va guanyar la beca Dark Horse dos anys seguits, i gràcies al seu germà també dibuixant de còmics, va fer el seu primer treball de còmic professional per l'editorial Caliber Press.
El seu primer còmic, per al mercat nord-americà fou Dagon, the Worlds of HP Lovecraft. Durant el seu segon any al centre, Virginia Romita el va contractar com retolista per la Marvel, on va participar de l'edició de Daredevil i Spellbound. Va marxar a DC amb Pat Garrahay, on va començar a treballar en els còmics de Deathstroke. Allà va participar en les col·leccions de Batman, Wonder Woman, Llanterna Verda o Flash. Anys després, va aconseguir un treball com a professor en la Kubert School i va impartir diversos cursos durant més de 7 anys. Cariello ha dibuixat més recentment The Lone Ranger de Dynamite Entertainment i la sèrie Son of Samson (en col·laboració amb l'escriptor Gary Martin), de Zondervan. També ha il·lustrat The Action Bible, una versió actualitzada de The Picture Bible de David C. Cook Publishing, que va ser llançada l'1 de setembre de 2010.